# Singer Building
Le Singer Building (parfois Singer Tower) est un ancien gratte-ciel situé dans l'arrondissement de Manhattan à New York. Sa construction, dans le plus pur style Beaux-Arts de la Belle Époque, fut achevée en 1908, pour contenir les bureaux de l'entreprise Singer. Il fut le plus haut bâtiment du monde entre 1908 et 1909.

## Présentation
Son architecte, Ernest Flagg, était un défenseur des restrictions architecturales (en hauteur et en surface), ce qui l'amena à imaginer une forme particulière pour le bâtiment, qui comporte douze étages qui s'étalent sur la totalité d'un block (espace délimité par les rues et les avenues perpendiculaires), et une tour beaucoup plus étroite et élancée qui culminait à 186 mètres, surmontée d'un grand dôme et d'un lanternon richement décorés qui conféraient au bâtiment son originalité dans le ciel de Manhattan. L'intérieur était non moins somptueux avec sa verrière d'entrée surmontée d'une horloge, son grand hall à coupoles, ses sculptures et ses nombreuses ferronneries.
Lors de son inauguration en 1908, le Singer Building devint le plus haut bâtiment au monde. Le Singer Building fut détrôné en 1909 par la Metropolitan Life Tower, culminant à 213 mètres.
Le Singer Building fut démoli en même temps que le City Investing Building en 1968, époque à laquelle de nombreux autres bâtiments remarquables du début du XXe siècle à New York furent sacrifiés comme la gare de Pennsylvanie, pour laisser sa place au One Liberty Plaza, à proximité du site du World Trade Center. Cette destruction allait d'ailleurs entraîner une forte mobilisation pour éviter le même sort à la gare centrale. Le Singer Building fut le plus grand bâtiment jamais détruit à New York, avant les attentats du 11 septembre 2001, qui d'ailleurs endommagèrent son successeur, le One Liberty Plaza.

## Galerie

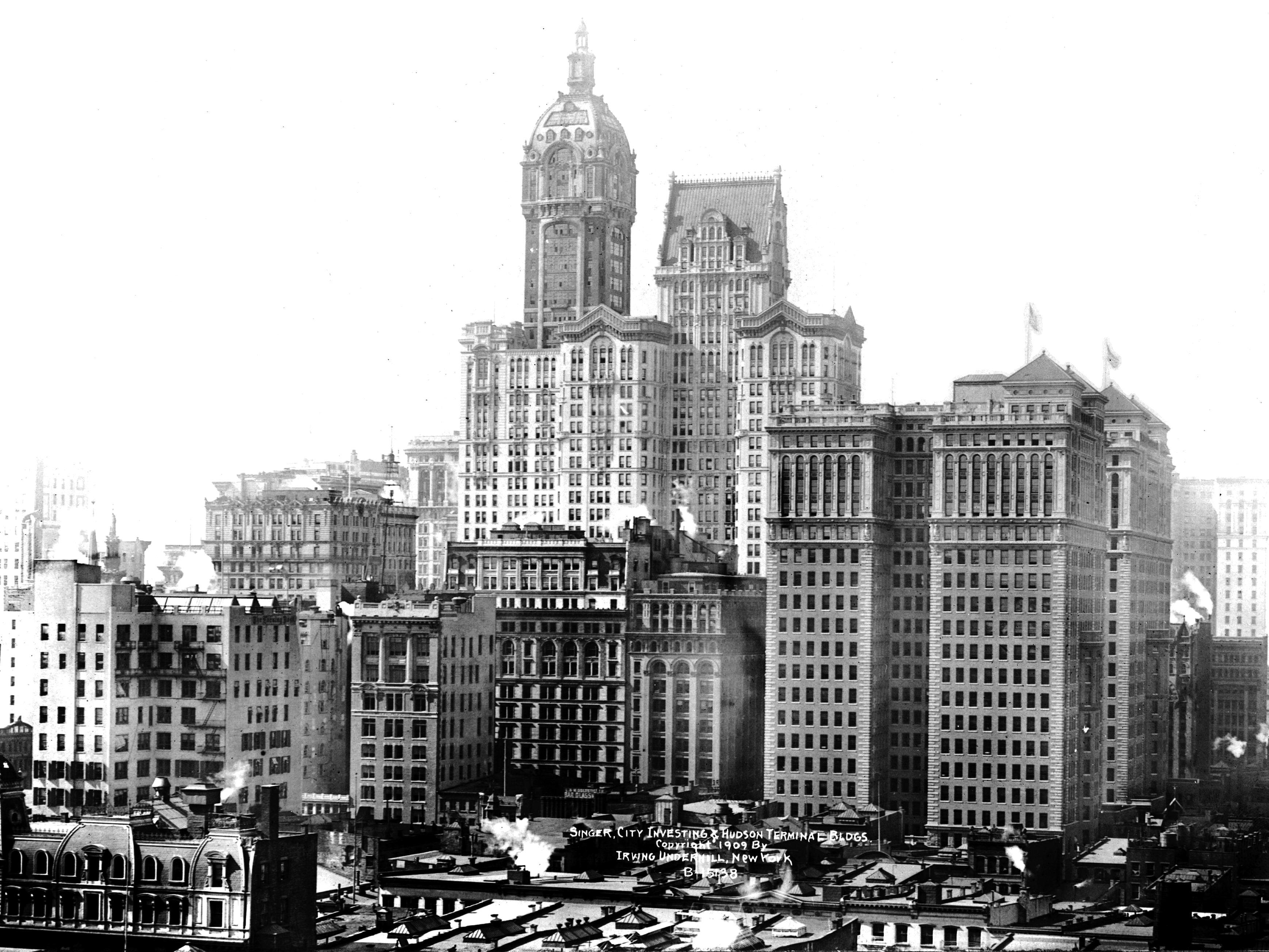
Le Singer Building et le Terminal Hudson.
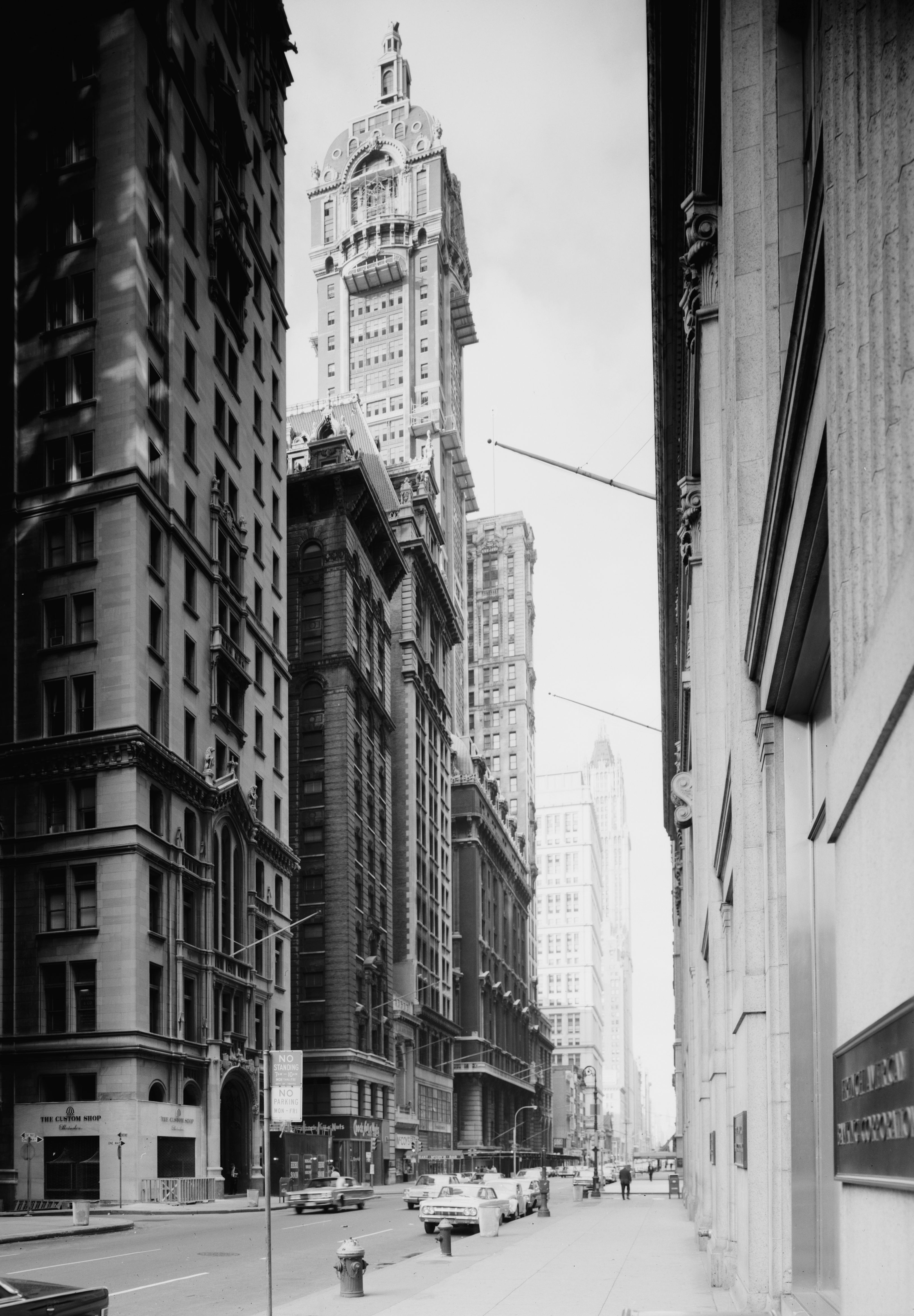
Vue du bâtiment depuis Broadway.
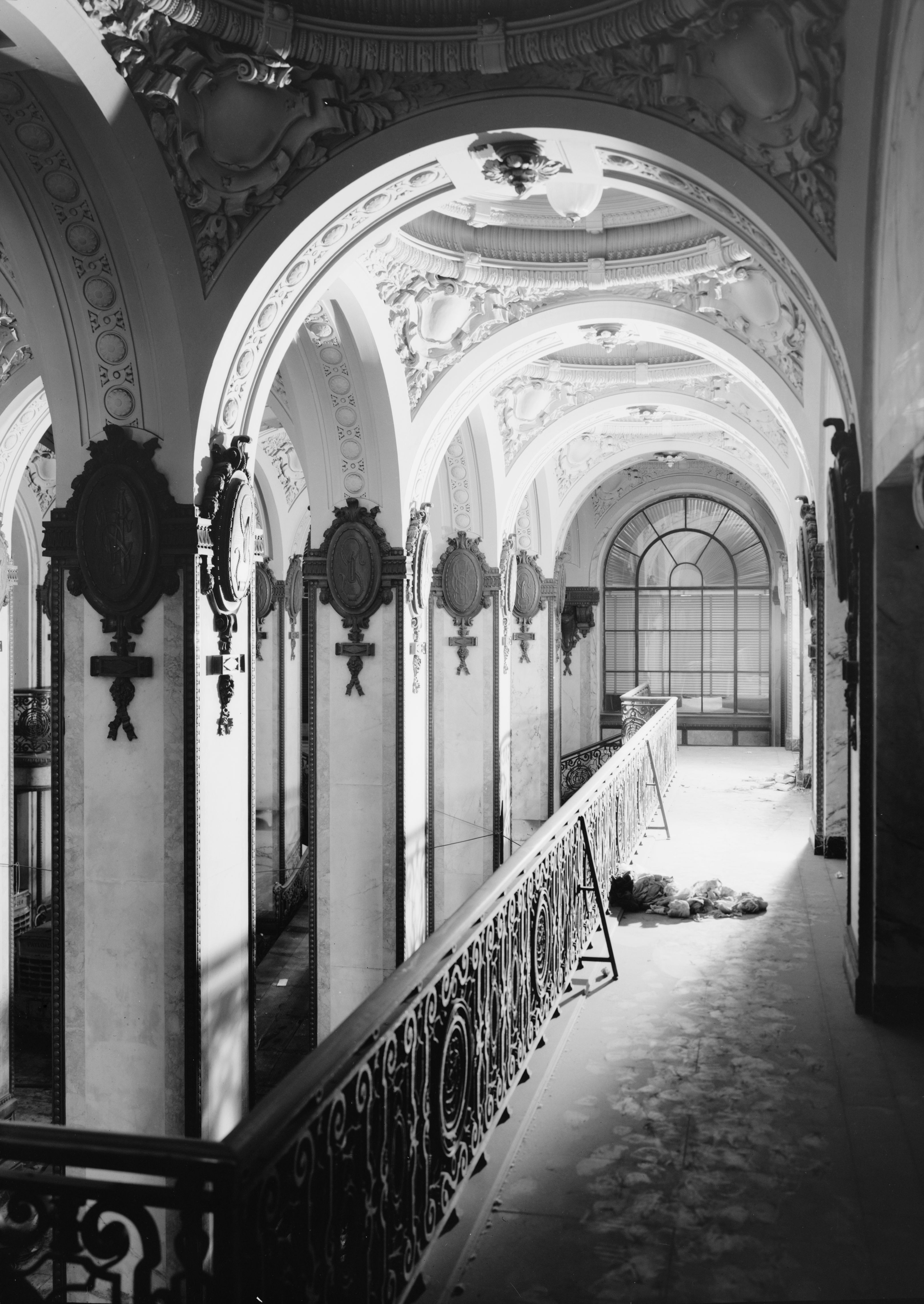
Vue intérieure de l'une des galeries.